# Gadebusch
Gadebusch (pronunciación en alemán: /ˈɡaːdəˌbʊʃ/ⓘ) es un municipio situado en el distrito de Mecklemburgo Noroccidental, en el estado federado de Mecklemburgo-Pomerania Occidental (Alemania), a una altitud de 35 metros. Su población a finales de 2016 era de 5507 habs. y su densidad poblacional, 120 hab/km².
Se encuentra ubicado a medio camino entre Lübeck, Wismar y Schwerin.
En 1315, Gadebusch y su campo fueron prometidos por Enrique II de Mecklemburgo a Rodolfo I de Sajonia-Wittenberg como regalo de bodas para la futura esposa de Enrique, Ana de Sajonia-Wittenberg, hermana de Rodolfo.  El poeta y soldado Theodor Körner (1791-1813) nació en esta localidad.